# 卡特彼勒D11推土機
卡特彼勒D11推土機(Caterpillar D11)是美國卡特彼勒重機械公司最大型的推土機，車身高比許多大型休旅車高兩倍，馬力高達936匹以上，多用於採礦或大型整地工程，也做為地雷掃雷機使用。

## 機型
- D11N：1986年為了取代D10型而發佈了更大的本車型初代，各方面尺寸都比D10大上一號，採用770匹馬力3508 V-8柴油機，總體而言工作效率比D10高10%。
- D11R & D11R Carrydozer：本型1996年發表時配備770匹馬力發動機，但是一年後迅速改良成3508B EUI柴油850匹馬力發動機，並首次採用單指控制介面桿和電動式剎車，車重104,750 kg。而其Carrydozer型是結構加強型，並配有更大刀鋒的推鏟，用於高強度地型作業，現在已經生產達4000台以上遍佈全球。
- D11T & D11T CD：本型於2008年11月在拉斯維加斯發表，D11T型單一次推進可以推平51公尺寬正面，高於D11R的42公尺，本型使用CAT C32發動機，消音器則被移往更後方。

## 外部連結
- Caterpillar D-Series Track-Type Tractors（页面存档备份，存于） — Official Caterpillar website
- Short review of large dozers（页面存档备份，存于）